# Eßleben-Teutleben
Ne doit pas être confondu avec Esleben.
Essleben-Teutleben est une ancienne commune allemande de l'arrondissement de Sömmerda, Land de Thuringe.

## Géographie
Essleben-Teutleben se situe au nord-est du bassin de Thuringe, entre l'Ettersberg et le Finne.
|             | Buttstädt         | Finneland         |
| Hardisleben | Eßleben-Teutleben | An der Poststraße |
|             | Buttstädt         | Eckartsberga      |

La LGV Erfurt - Leipzig traverse le territoire de la commune.

## Histoire
La commune est née de la fusion en 1974 d'Eßleben et de Teutleben.
Teutleben est mentionné pour la première fois en 876. Il y avait alors un Wasserburg.
Eßleben est mentionné pour la première fois en 1063 sous le nom d'Usenlebe.
Pendant la Seconde Guerre mondiale, 48 hommes et femmes de Pologne, d'Ukraine et d'Italie sont contraints à des travaux agricoles.

## Source de la traduction
- (de) Cet article est partiellement ou en totalité issu de l’article de Wikipédia en allemand intitulé « Eßleben-Teutleben » (voir la liste des auteurs).